# 藤田昌宏 (俳優)
藤田 昌宏（ふじた まさひろ、1970年5月18日 - ）は、日本の俳優である。宝井プロジェクト所属。

## 人物
- 東京都出身。血液型は、AB型。
- 東北大学文学部卒業。

## 出演

### テレビドラマ
- 月曜ミステリー劇場 告発弁護士シリーズ 弁護士猪狩文助3 悪の扉 （2002年8月19日、TBS）
- インディゴの夜（2010年2月、東海テレビ/フジテレビ） - 原島圭介 役
- 生まれる。 第1話（2011年4月22日、TBS）

### 映画
- 京浜抗争史外伝　最後の組長（2000年）
- 不撓不屈（2006年）

### 舞台
- 総裁誕生・安倍晋三物語
- 蔵
- 滝の白糸